# Laponska, Finska
Laponska (finsko Lappi; severnosamijsko Lappi; inarijskosamijsko Lappi; švedsko Lappland; latinsko Lapponia; Skolt Sami: Ла̄ппӣ мäддкåҍддь, Lappi mäddkå'dd) je največja in najsevernejša regija Finske. 21 občin v regiji sodeluje v regionalnem svetu. Laponska na jugu meji na regijo Severna Ostrobotnija. Meji tudi na Botniški zaliv, okrožje Norrbotten na Švedskem, okrožje Finnmark in okrožje Troms na Norveškem ter Murmansko regijo in Republiko Karelijo v Rusiji. Topografija se spreminja od prostranih barij in gozdov na jugu do planin na severu. Arktični krog prečka Laponsko, zato je na Laponskem mogoče opazovati polarne pojave, kot sta polnočno sonce in polarna noč.
Hladno in zimsko podnebje Laponske, skupaj z relativno številčnostjo iglavcev, kot so borovci in smreke, pomeni, da so ga v nekaterih državah, predvsem v Združenem kraljestvu, povezali z božičem, počitnice na Laponskem pa so običajne proti koncu leta. Vendar pa je regija Laponska razvila svojo infrastrukturo za celoletni turizem. Turizem je na primer v brezsnežnem obdobju 2019 zrasel bolj kot v zimski sezoni. V zadnjih letih je Laponska postala tudi glavna turistična destinacija za zvezdnike svetovnega formata in kraljeve družine.
Rovaniemi je glavno regionalno središče Laponske, letališče Rovaniemi pa je drugo najbolj prometno letališče na Finskem. Poleg turizma so drugi pomembni sektorji trgovina, proizvodnja in gradbeništvo. Tako kot Rovaniemi je tudi jezero Inari ena najpomembnejših turističnih destinacij na Laponskem za tuji turizem.
Laponska je povezana z legendarnim domom Božička (dedka Mraza ali svetega Nikolaja) od leta 1927, ko je finski radijski voditelj Markus Rautio povedal, da Božiček živi na Korvatunturi, hribu (gori) v regiji. Kasneje se je Rovaniemi uveljavil kot Božičkovo 'uradno domače mesto' in razvil atrakcijo Santa Claus Village, da bi spodbudil turizem.

## Geografija
Območje regije Laponska je 100.367 km², ki je sestavljeno iz 92.667 km² suhe zemlje, 6316 km² sladke vode in 1383 km² morske vode. Na jugu meji na regijo Severna Ostrobotnija, na zahodu na Švedsko, na severu in zahodu na Norveško ter na vzhodu na Rusijo. Njene meje potekajo po treh rekah: Tana, Muonio in Torne. Največje jezero je jezero Inari, 1102 km². Najvišja točka regije je Halti, ki doseže 1324 m na finski strani meje in je najvišja točka na Finskem.
Območji Enontekiö in Utsjoki v severni Laponski sta znani kot Fell-Lapland. Večji in preostali del Laponske je znan kot Gozdna Laponska. Jezero Inari, številna močvirja v regiji in gore Salla-Saariselkä so del Gozdne Laponske. Fell-Lapland leži v fjelu Skandinavskega gorovja. Ni sestavljen iz neplodnih tal, kot so polja balvanov, temveč ima vegetacijo brezovih gozdov, goščav vrbe ali resave. Običajni tipi tal na Gozdni Laponski so til in pesek, na vrhu pa rastejo iglasti gozdovi. Ti gozdovi se malo razlikujejo po Laponskem. V primerjavi z južno Finsko gozdne drevesne vrste rastejo počasneje. Podrast je tipično sestavljena iz borovnic, lišajev, brusnic in vrese.
Pokrajina velikega dela Laponske je planota osamelcev. Predlagano je bilo, da so planote inselbergov nastale v pozni kredi ali paleogenu s pediplanacijo ali razjedanjem. V primerjavi z južno Finsko Laponska izstopa po svoji debeli površini. Hribi in gore so običajno sestavljeni iz odpornih kamnin, kot so granit, gnajs, kvarcit in amfibolit. Ledena plošča, ki je občasno pokrivala Finsko v kvartarju, je zrasla iz Skandinavskega gorovja. V osrednjih delih fenoskandijske ledene plošče so bili v času največjega obsega hladni pogoji. To pomeni, da so na območjih, kot sta severovzhodna Švedska in severna Finska, že obstoječe reliefne oblike in usedline ušle eroziji ledenika in so trenutno še posebej dobro ohranjene. Gibanje ledu od severozahoda proti jugovzhodu je zapustilo polje poravnanih drumlinov v osrednji Laponski. Rebraste morene, najdene na istem območju, odražajo poznejšo spremembo gibanja ledu od zahoda proti vzhodu. Med zadnjo deglaciacijo se je led na Laponskem umaknil s severovzhoda, vzhoda in jugovzhoda, tako da je bil spodnji tok Tornia zadnji del Finske, ki je bil deglaciiran pred 10.100 leti. Današnje periglacialne razmere na Laponskem se odražajo v obstoju številnih pals, oblik permafrosta, razvitih na šoti.
Osnova Laponske pripada Karelijski domeni, ki zavzema večji del regije, Kolski domeni na severovzhodu okoli jezera Inari in skandinavskim kaledonidom na konici severozahodnega rokava Laponske. Z redkimi izjemami so kamnine arhejske in proterozojske starosti. Graniti, gnajs, metasedimenti in metavulkaniki so pogoste kamnine, medtem ko se pasovi zelenega kamna ponavljajo.ref name=Vaasjokietal2005>Vaasjoki, M.; Korsman, K.; Koistinen, T. (2005). »Overview«.  V Lehtinen, Martti; Nurmi, Pekka A. (ur.). Precambrian Geology of Finland. Elsevier Science. str. 1–17. ISBN 9780080457598.</ref> Bolj redke združbe kamnin vključujejo mafične in ultramafične plastne intruzije in enega najstarejših ofiolitov na svetu. V regiji so dragocena nahajališča zlata, kroma, železa in fosfata.

## Podnebje
Prve snežinke padejo na tla konec avgusta ali v začetku septembra nad višjimi vrhovi. Prvi sneg v povprečju zapade konec septembra ali oktobra. Stalna snežna odeja nastopi med sredino oktobra in koncem novembra, bistveno prej kot na južnem Finskem. Zima je dolga, približno sedem mesecev. Snežna odeja je običajno najdebelejša v začetku aprila. Kmalu zatem se začne snežna odeja hitro topiti. Najdebelejša snežna odeja doslej je bila izmerjena v Kilpisjärviju 19. aprila 1997 in je znašala 190 cm. Povprečna letna temperatura se giblje od nekaj stopinj pod ničlo na severozahodu do nekaj stopinj nad ničlo na jugozahodu (območje Kemi-Tornio). Laponska kaže trend povečevanja padavin proti jugu, pri čemer so najbolj suhi deli na obeh rokavih.
V poletnih mesecih je povprečna temperatura stalno nad 10°C. Vročinski valovi z dnevnimi temperaturami nad 25 °C se na severnem Finskem pojavijo v povprečju 5-10 dni na poletje.

## Zgodovina
Območje Laponske je bilo od leta 1634 do 1809 razdeljeno med dve okrožji Švedskega kraljestva. Severna in zahodna območja so bila del okrožja Västerbotten, medtem ko so bila južna območja (tako imenovana Peräpohjola) del okrožja Ostrobotnija (po letu 1755 okrožja Oulu). Severna in zahodna območja so bila leta 1809 prenesena v okrožje Oulu, ki je postalo regija Oulu. Po rojalistični ustavi Finske v prvi polovici leta 1918 naj bi Laponska postala Velika kneževina in del dediščine predlaganega finskega kralja. Regija Laponska je bila leta 1938 ločena od regije Oulu.
Med začasnim mirom in začetkom nadaljevalne vojne je finska vlada dovolila nacistični nemški vojski, da se namesti na Laponskem kot del operacije Barbarossa. Potem ko je Finska leta 1944 sklenila ločen mir s Sovjetsko zvezo, je Sovjetska zveza zahtevala, da Finska izžene nemško vojsko s svojih tal. Rezultat je bila laponska vojna, med katero je bilo evakuirano skoraj celotno civilno prebivalstvo Laponske. Nemci so na Laponskem uporabili taktiko požgane zemlje, preden so se umaknili na Norveško. Od 40 do 47 odstotkov stanovanj na Laponskem in 417 kilometrov železnic je bilo uničenih, 9500 kilometrov cest je bilo miniranih, uničenih ali neuporabnih, 675 mostov in 3700 kilometrov  telefonskih linij je bilo uničenih. 90 % Rovaniemija, glavnega mesta Finske Laponske, je bilo požganih do tal, le nekaj predvojnih stavb je preživelo uničenje.
Po drugi svetovni vojni sta občina Petsamo in del občine Salla pripadla Sovjetski zvezi. Desetletja po vojni je trajala obnova, industrializacija in hitra gospodarska rast. Po vojnih uničenjih so bile postavljene velike hidroelektrarne in rudniki ter obnovljena mesta, ceste in mostovi. V poznem 20. stoletju je gospodarstvo Laponske začelo nazadovati, rudniki in tovarne so postali nerentabilni, prebivalstvo pa je začelo hitro upadati v večini regije.
Finske regije so bile ukinjene 1. januarja 2010, vendar je bila Laponska reorganizirana kot ena od novih regij.

## Prebivalstvo
Na Laponskem živi približno 3,4 % celotnega prebivalstva Finske in je daleč najmanj gosto poseljeno območje v državi. Največja mesta na Laponskem so Rovaniemi (regionalna prestolnica), Tornio in Kemi. Leta 2011 je imela Laponska 183.320 prebivalcev, od katerih jih je 177.950 govorilo finsko, 1526 jih je govorilo samijsko, 387 jih je govorilo švedsko in 3467 jih je govorilo nekatere druge jezike kot svoj materni jezik. Od samijskih jezikov se v regiji govorijo severni sami, inari sami in skoltski sami. Pelkosenniemi je po številu prebivalcev najmanjša občina na celinski Finski, medtem ko je Savukoski glede na gostoto prebivalstva redko poseljena. Ocena za leto 2020 je bila 177.012 prebivalcev.
Prebivalstvo Laponske od leta 1990 upada.
Večina prebivalcev Laponske pripada Evangeličansko-luteranski cerkvi, ki ima v regiji 22 župnij, ki pripadajo škofiji Oulu. Pravoslavna cerkev vključuje predvsem Koltsa Sámi. Spreobrnitev Koltov v pravoslavno vero se je začela v 16. stoletju in od leta 1533 je v Petsamu obstajal pravoslavni samostan.

### Domovina Samijev
Najsevernejše občine Laponske, kjer so Samiji najštevilčnejši, tvorijo domovino Sámi. Sámi organizacija obstaja vzporedno s provincialno.

## Gospodarsko
Tradicionalno se na Laponskem ukvarjajo z rejo severnih jelenov, lovom in ribolovom. Na Laponskem je tudi veliko turističnih podjetij in smučarskih centrov, ki delujejo vse leto, predvsem pa v zimski sezoni. Kar zadeva zgodovinsko Laponsko nad arktičnim krogom, je situacija podobna prej omenjenem. Tudi tam sta gozdarstvo in dandanes predvsem rudarstvo pomembno sredstvo za preživetje. Industrija je očitno številka ena v sedanji regiji Laponska, tako v smislu prometa kot zaposlovanja. Meri-Lappi, ki je regija okrožja Kemi-Tornio, je najbolj industrializirana regija Laponske.
Tri četrtine delovnih mest je v storitvenem sektorju. Pomemben je turizem s pripadajočimi prevoznimi sredstvi. Na Laponskem se smučanje izvaja od leta 1930.
Kemijev rudnik kroma, rudnika zlata Kittilä in Pahtavaara ter rudnik več kovin Kevitsa proizvajajo kovine. Industrijske minerale kopljejo v regiji Tornio iz kamnolomov Kalkkimaa, Rantamaa in Ristimaa.